# سن لورنزو ساوای
سن لورنزو ساوای (به اسپانیایی: San Lorenzo Savall) یک منطقهٔ مسکونی در اسپانیا است که در والس اکسیدنتال واقع شده‌است. سن لورنزو ساوای ۴۱٫۱ کیلومتر مربع مساحت دارد.